# VI (Le Vibrazioni)
VI è il primo EP del gruppo musicale italiano Le Vibrazioni, pubblicato il 15 aprile 2022.

## Descrizione
Il disco contiene il singolo Tantissimo, in gara al Festival di Sanremo 2022 ed altri cinque brani inediti. In merito all'EP Francesco Sarcina ha dichiarato:

## Tracce
1. Raccontami di te – 1:51
2. Ancora mia – 3:30
3. Rosa intenso – 3:31
4. Tantissimo – 3:08
5. La vita oscena – 3:42
6. Ridere ancora – 4:10

## Formazione
- Francesco Sarcina – voce, chitarra
- Stefano Verderi – chitarra, tastiera
- Marco Castellani – basso
- Alessandro Deidda – batteria